# 斯坦尼斯瓦夫·什琴斯内·波托茨基
斯坦尼斯瓦夫·什琴斯内·波托茨基伯爵（波蘭語：Stanisław Szczęsny Potocki，波蘭語發音：[staˈɲiswaf ˈʂt͡ʂɛ̃snɨ pɔˈtɔt͡ski]；1753年–1805年），系属皮瓦瓦氏族，是波兰-立陶宛贵族与波兰立陶宛联邦（后为波兰）军事指挥官。1775年8月波托茨基获得白鹰勋章。
他在1774年至1780年间担任王室大旗手，在1782年至1791年间担任鲁塞尼亚省省督，自1784年起担任王室大中将，在1789年至1792年间担任王室炮兵上将，在1792年担任塔戈维查联盟元帅。他的女儿奥尔加嫁给列夫·亚历山德罗维奇·纳里希金。

## 生平
斯坦尼斯瓦夫·什琴斯内·波托茨基是基辅城督弗兰齐谢克·萨莱齐·波托茨基之子，系属波托茨基家族的图尔钦支。他投身公共事务，依靠其亲属的影响力年仅22岁便成为王室大旗手。1782年奥古斯特·亚历山大·恰尔托雷斯基去世后，国王斯坦尼斯瓦夫·奥古斯特·波尼亚托夫斯基任命波托茨基为“俄罗斯总督”。1784年，他从穷困潦倒的基辅城督斯泰姆普科夫斯基那里买到上校衔，随后成为中将。 
因為家族產業，波托茨基擁有廣大的地產，年收入三百萬高級波蘭幣（波蘭茲羅提）。他在著名的四年瑟姆中被选为布拉茨瓦夫议员，开始做卖国的勾当，直到其祖国灭亡。但是他先前的经历依然让很多人对他抱有希望。作为一位在其面积广大的领地上施行威权统治的大诸侯，一位自由主义者与启蒙主义者，一位慷慨的主人与公开表现其忠心的爱国者，他的声望在1784年达到顶点，这时他将一支400人的步兵团作为免费的礼物献给联邦。但他将公众的幸福与个别权贵的幸福联系在一起。 
波托茨基的政治目的是让波兰成为寡头制国家，由自治贵族轮流掌握最高权力（形成事实上的永久空位期），1788年，他得到其他两位大贵族弗兰齐谢克·科萨韦雷·布拉尼茨基和塞弗林·热乌斯基的支持。斯坦尼斯瓦夫·马瓦霍夫斯基与卡齐米日·莱夫·萨皮耶哈当选瑟姆议长一事使他与自由派人士进一步疏远；他极力反对改革的每一项计划，但徒劳无功，此后他隐退于维也纳，在那里他继续积极宣传反对改革。 
波托茨基反对1791年五三宪法，是指挥官党的领导人之一。在说服神圣罗马帝国皇帝利奥波德二世以暴力对付改革者失败后，他与他的朋友在1792年3月来到圣彼得堡，随后在俄罗斯女皇叶卡捷琳娜二世的默许下成立塔戈维查联盟，以维持波兰的旧制度（1792年5月14日）。他担任联盟元帅，更确切的说是联盟的独裁者，在图尔钦的自家城堡向联盟发号施令。因为五三宪法的缘故，1792年俄波战争爆发，这场战争以俄国、普鲁士和塔戈维查联盟的胜利告终，五三宪法被废，普军已将大波兰占领，而波托茨基这时（1793年3月）向圣彼得堡派送外交使团，但却发现自己受骗并被冷待，原來俄女皇的真正打算是第二次瓜分波蘭。大夢初醒的波托茨基於是反過來向波蘭各黨派呼籲籌組反瓜分的「救國聯盟」，卻引來排山倒海地怒罵與訕笑，說他身為賣國賊卻高喊救國，實在荒謬可笑。1794年在批判狂潮及「絞死波托茨基」的聲浪之下，他到维也纳躲避並隐退，直到1797年才回到老家─已成為俄國正式國土的烏克蘭西部，这时他在图尔钦定居下来，将精力集中于发展其领地，并以此度过余生。
柯斯丘什科起义（1794年）中，波托茨基被華沙的最高刑事法庭缺席判处死刑。
1797年他成为俄罗斯帝国步兵上将，1798年10月30日被解职。
他以俄罗斯上将的身份葬于地下。

## 语录
“共和国（联邦）的盟友，俄罗斯女皇陛下（叶卡捷琳娜大帝）的愿望仅仅是用她的军队还给共和国和波兰人一片自由，尤其是所有公民的安全与幸福 

“每一位真实的波兰人都不应该被普鲁士人和那些保皇主义的小帮派弄瞎双眼，可以确信的是，只有俄罗斯才能救我们的祖国，否则我们的国家会被奴役。”